# 弗拉基米尔·彼得罗维奇·叶夫图申科夫

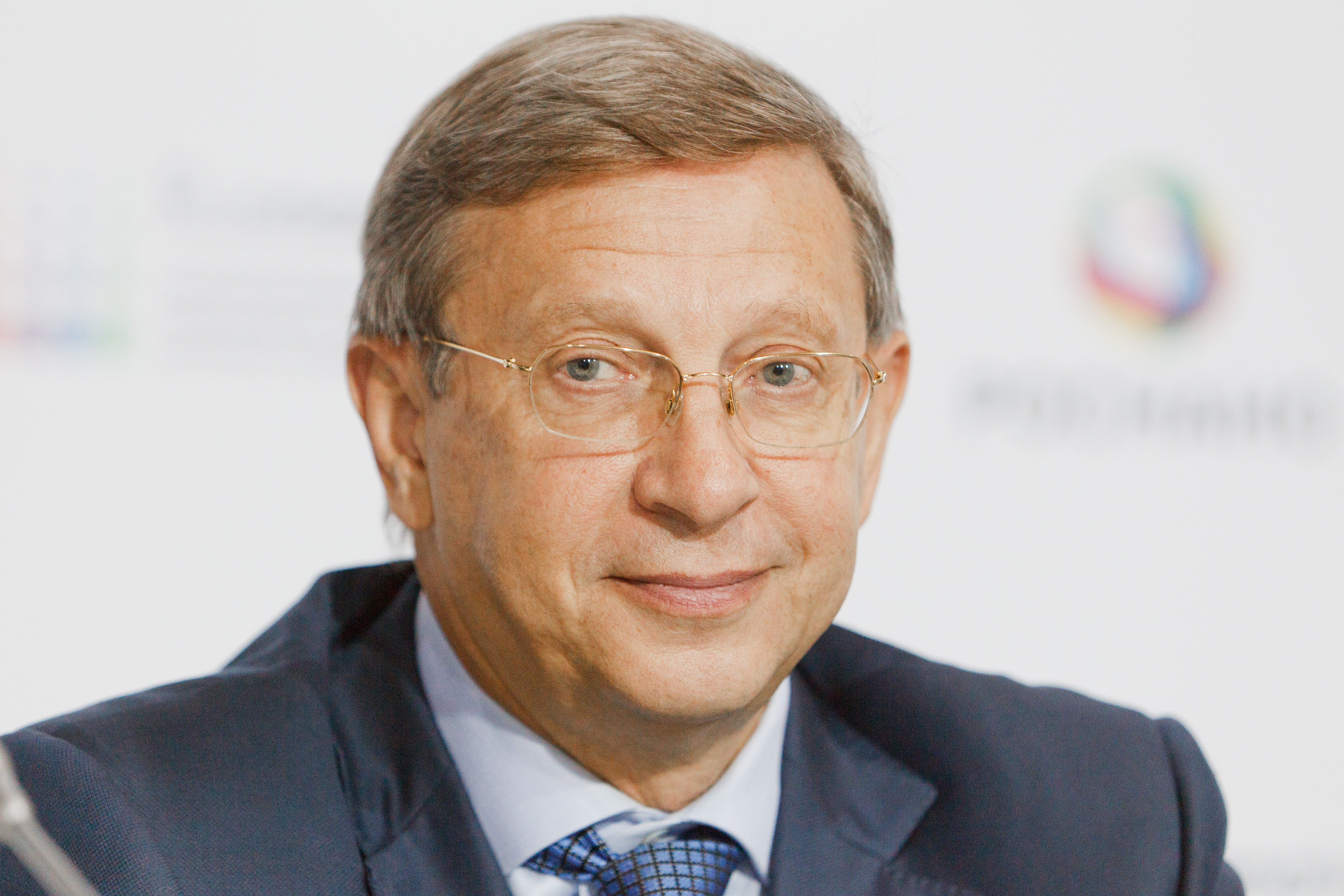

弗拉基米尔·彼得罗维奇·叶夫图申科夫（1948年9月25日—），俄罗斯企业家，俄罗斯系统公司主席兼最大投资者，截至2006年3月，他持有公司62%的股份。
根据《福布斯》杂志发布的2008年亿万富翁排行榜，叶夫图申科夫拥有的资产总值100亿美元，在榜中列第77位。